# Мельниці-Подільський деканат УГКЦ
Мельнице-Подільський деканат (протопресвітеріат) Бучацької єпархії УГКЦ — релігійна структура УГКЦ, що діє на території Тернопільської області України.

## Декани
Декан (протопресвітер) Мельнице-Подільський:
о. Володимир Михайлюк   ( 1993- 2003)
о. Володимир Крушинський (2003 - 2020)
  о. Андрій Бойко (2020-     )

## Парафії деканату
| Парафії                                | Населені пункти         |
| -------------------------------------- | ----------------------- |
| Святого архістратига Михаїла           | с. Білівці              |
| Святого великомученика Димитрія        | с. Боришківці           |
| Вознесіння Господнього                 | с. Вигода               |
| Покрови Пресвятої Богородиці           | с. Вільховець           |
| Успіння Пресвятої Богородиці           | с. Гермаківка           |
| Святої Параскеви Тарновської           | с. Горошова             |
| Успіння Пресвятої Богородиці           | с. Дзвенигород          |
| Святої Трійці                          | с. Дзвинячка            |
| Перенесення мощей святого Миколая      | с. Дністрове            |
| Покрови Пресвятої Богородиці           | с. Завалля              |
| Вознесіння Господа Нашого Ісуса Христа | с. Зелене               |
| Святого апостола Івана Богослова       | с. Іване-Пусте          |
| Воздвиження Чесного Хреста Господнього | с. Кудринці             |
| Благовіщення Пресвятої Богородиці      | с. Латківці             |
| Святого архістратига Михаїла           | смт Мельниця-Подільська |
| Покрови Пресвятої Богородиці           | с. Михайлівка           |
| Святого Миколая                        | с. Михалків             |
| Чудо святого архістратига Михаїла      | с. Нивра                |
| Святого великомученика Юрія Переможця  | с. Окопи                |
| Святого апостола Якова                 | с. Панівці              |
| Успіння Пресвятої Богородиці           | с. Пилипче              |
| Святого Миколая                        | с. Трубчин              |
| Різдва Пресвятої Богородиці            | с. Турильче             |
| Різдва Пресвятої Богородиці            | с. Урожайне             |
| Святого архістратига Михаїла           | с. Устя                 |
| Святої Параскеви Терновської           | с. Худиківці            |